# Cérébos
 (décembre 2022).
Si vous disposez d'ouvrages ou d'articles de référence ou si vous connaissez des sites web de qualité traitant du thème abordé ici, merci de compléter l'article en donnant les références utiles à sa vérifiabilité et en les liant à la section « Notes et références ».

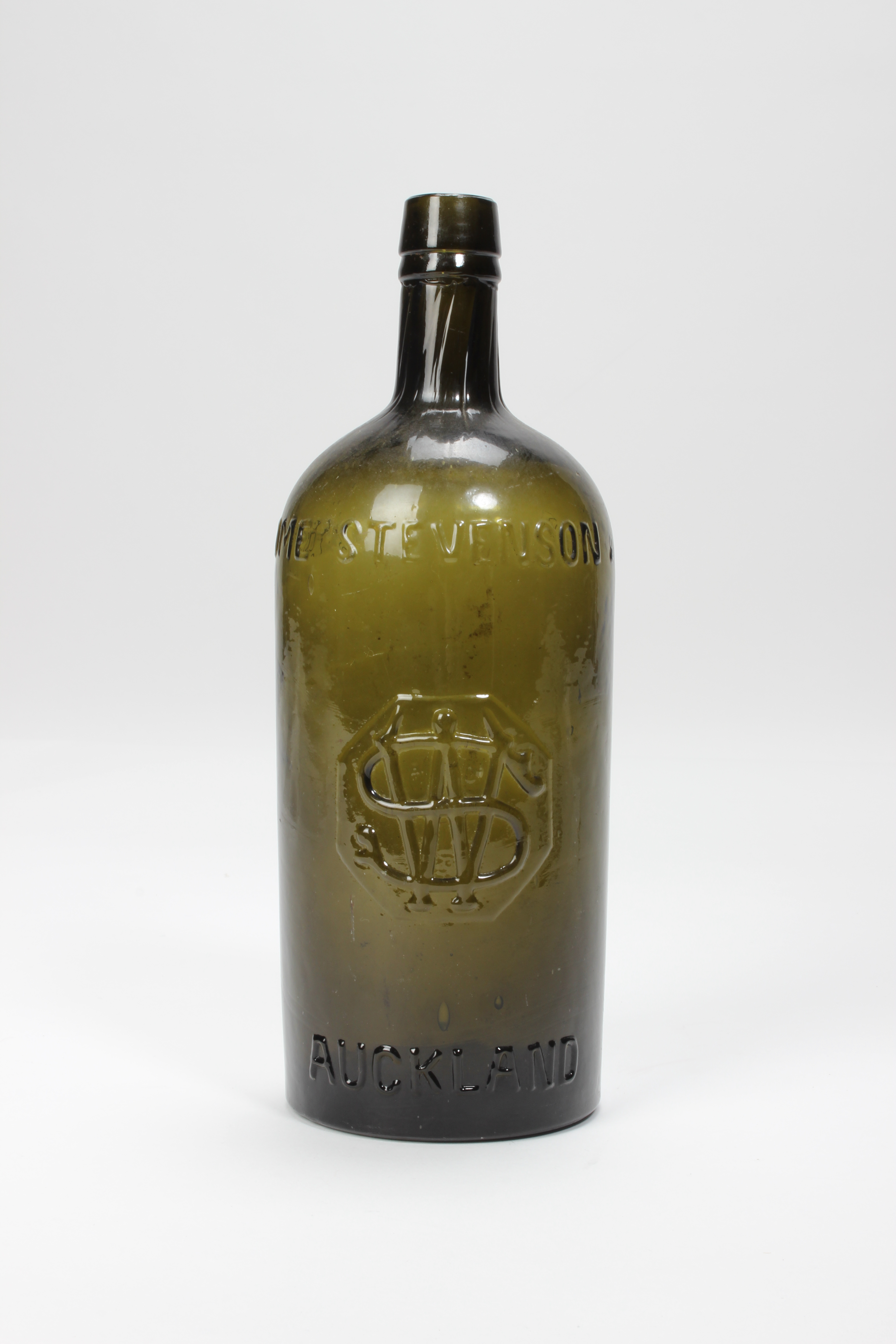
Bouteille de sauce : ketchup, vinaigre de Porto, sauce Worcestershire... D'autres bocaux en verre, à ouverture large, contiennent de la sauce aux pommes épicées pour le porc, des pickles.

Cérébos est une entreprise agroalimentaire créée en 1894 qui commercialise du sel fin et, plus tard, d'autres arômes et compléments alimentaires.
Cérébos vend aussi du sel-gemme en gros blocs que l'on gratte pour en faire du gros-sel : un anti-agglomérant est ajouté au bloc.
Cérébos a établi des filiales axées sur l'alimentaire dans le monde entier (Europe, Afrique, Australie et Nouvelle-Zélande...). La filiale française Cérébos fut créée en 1902
.
L'image de l'enfant qui court derrière l'oiseau avec une salière à la main, illustrent les paquets de gros-sel et les boîtes rondes, elle est tirée d'une adaptation anglaise des Contes de ma mère l'Oye de Charles Perrault, cette publicité est constante sur les boîtes et les paquets depuis 1902.
Quelques dates :

1892 : 1er brevet en France et création de la marque Cérébos

1902 : 1 ère boîte à sel Cérébos

1966 : Staveley Coal and Iron Company en Angleterre: la branche chimie fusionne avec Cérébos Ltd

1990 : acquisition de Cérébos par Suntory
2017 : Kraft Foods Group rachète Cérébos